# Софьино (Раменский район)
Со́фьино — село в Раменском районе Московской области, входит в Софьинское сельское поселение, расположено на правом берегу Москвы-реки, в непосредственной близости от автодороги «Урал» (Новорязанское шоссе).
В селе находятся сельхозпредприятие ЗАО «Пламя», школа, детский сад и торговый центр.

## История

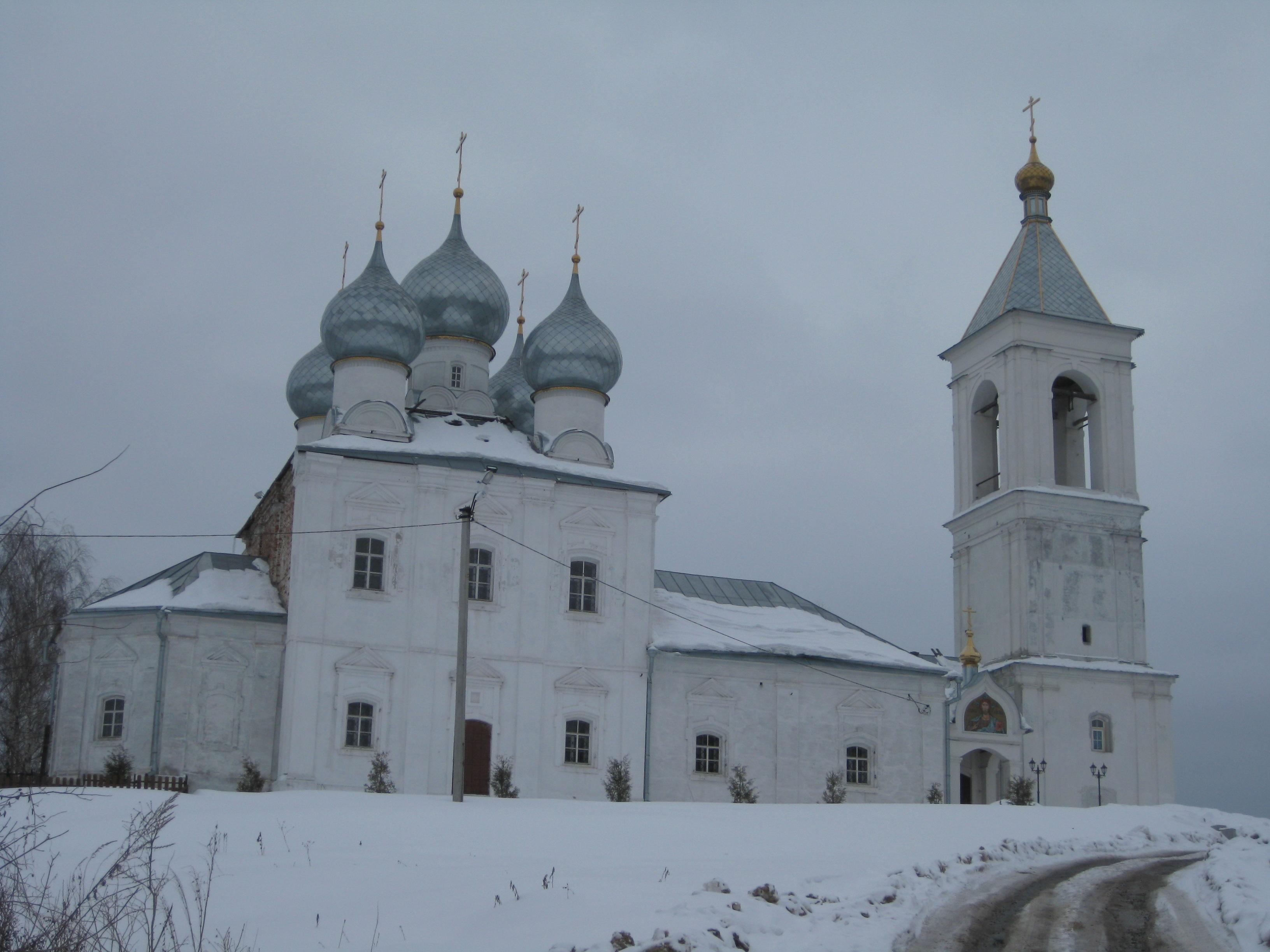
Церковь Никиты Мученика в Софьине

Легенда связывает наименование села с упоминанием его с июня-июля 1451 года в духовной грамоте великой княгини Софьи Витовтовны, дочери великого князя литовского Витовта, жены Великого князя Московского Василия I Дмитриевича, сына Московского князя Дмитрия Донского, главнокомандующего объединенными войсками русских князей, и главного героя битвы на Куликовом поле с соединенной татарской Ордой в 1380 году под Тулой. Однако в тексте духовной ни село, ни деревня Софьино не упоминаются. В начале XVIII века недолго принадлежало князю М. П. Гагарину, после казни которого возвращено в дворцовое ведомство.
4 июля 1770 года в селе завершено строительство храма во имя великомученика Никиты.
В конце XVIII века Екатерина II пожаловала село вице-адмиралу С. И. Плещееву. В 1800 году в селе проживало 848 душ, в 1861 году — 1 560 душ. До 1929 года Софьино было центром одноимённой волости.
До 2006 года Софьино было центром Софьинского сельского округа.

## Население
| 1926 | 2002  | 2010  | 2021  |
| ---- | ----- | ----- | ----- |
| 1421 | ↗2020 | ↗2260 | ↗4115 |

В 1931 году в Софьино насчитывалось 360 крестьянских хозяйств. На 1993 год в селе было 347 домов, в которых проживало 1972 человека.

## Известные уроженцы
- Качалина, Анастасия Сергеевна (1919—1972) — передовик советского сельского хозяйства, доярка совхоза «Раменское», Герой Социалистического Труда (1966).
- Кащеев, Владимир Сергеевич (1931—2007) — советский хозяйственный, государственный и политический деятель, Герой Социалистического Труда.